# 左小娥
左 小娥（さ しょうが、? - 106年以前）は、後漢の安帝の母で、清河王劉慶の側室。皇后に追尊された。小娥は字である。

## 生涯
犍為郡の人。容貌すぐれ、文賦をよくした。叔父の左聖が妖言の罪で処刑されたため、左小娥は姉の左大娥と共に後宮に入った。和帝が宮女を親王に賜うこととしたとき、和帝の兄の清河王劉慶の側室となった。寵愛を受けて、子の劉祜（後の安帝）を産んだ。
延平元年（106年）以前に死去した。同年に安帝が即位すると、孝徳皇后と贈号され追尊された。